# Holger Löwenadler

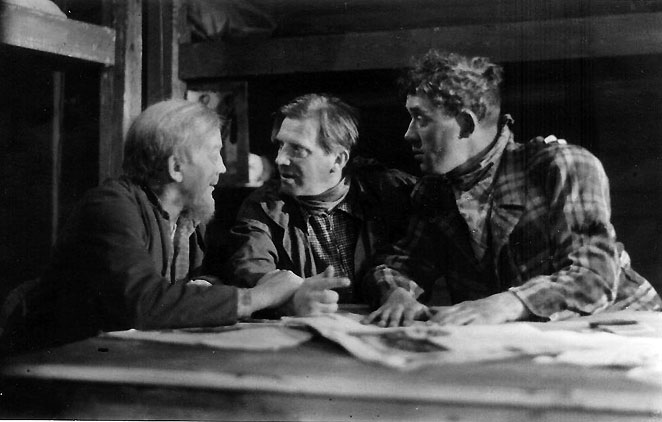
Möss och människor på Dramaten.
På bilden: Axel Högel som Candy, Lars Hanson som George och Holger Löwenadler som Lennie. Regi: Alf Sjöberg. Premiär: 9 maj 1940.

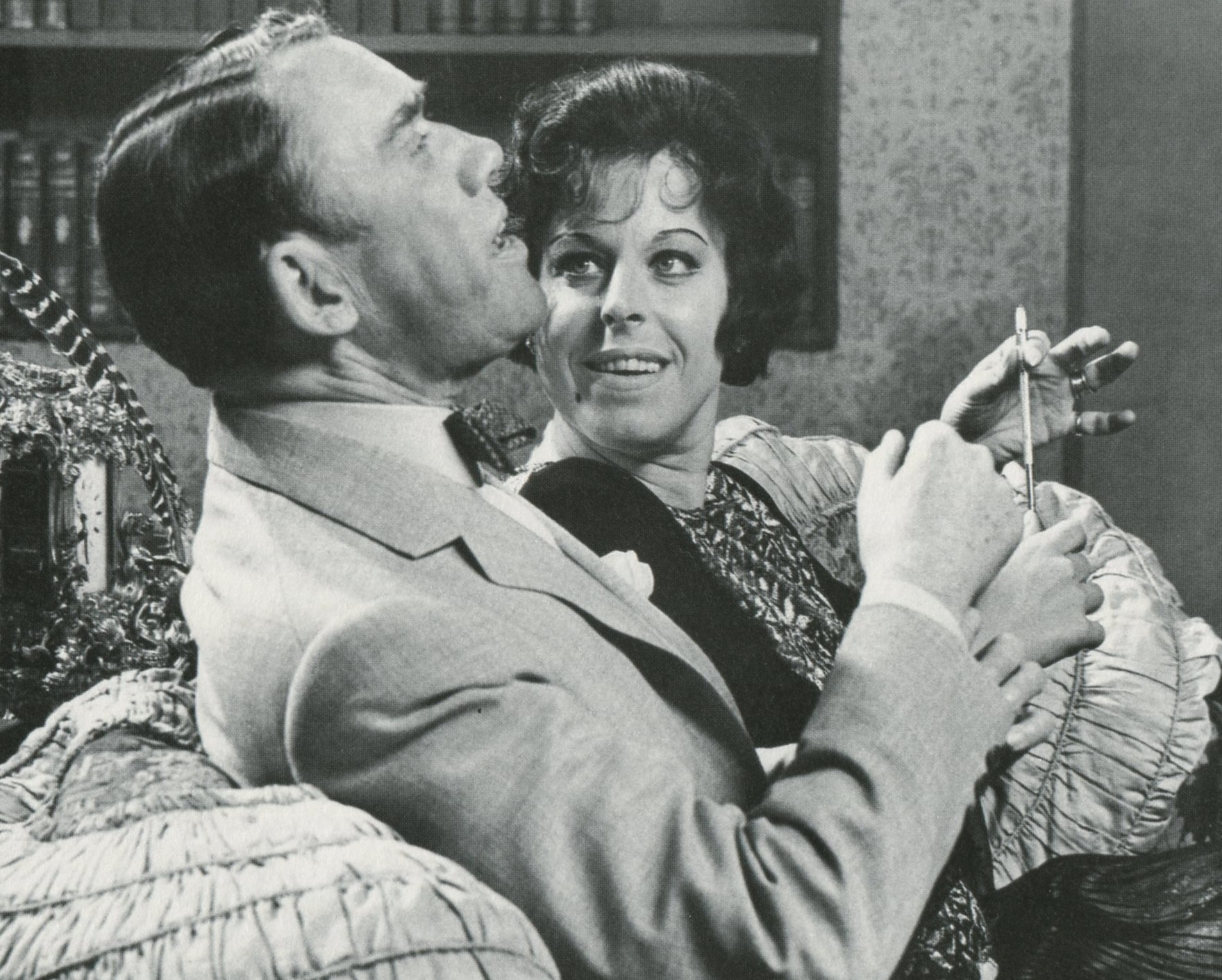
Löwenadler med Margaretha Krook 1963.

Holger Carl Minton Löwenadler, född 1 april 1904 i Jönköpings Sofia församling i Jönköping, död 18 juni 1977 i Oscars församling i Stockholm, var en svensk skådespelare.

## Biografi
Löwenadler tog studentexamen 1921 vid Jönköpings högre allmänna läroverk och skrevs in vid Göteborgs högskola samma år. Där började han studera litteraturhistoria, men intresserade sig mer för teatern och övergav 1922 studierna. Sin skådespelarkarriär inledde han med statistroller vid Lorensbergsteatern i Göteborg. Löwenadler kom som 19-åring in på Dramatens elevskola 1923, och utexaminerades 1927 samt debuterade 1926 på Dramatens scen. Efter Dramatenperioden arbetade han vid Åbo Svenska Teater 1927–1930.
År 1930 fick Löwenadler anställning vid Blancheteatern. Sitt stora scengenombrott fick han 1937 som Luther i D.H. Lawrences pjäs Min son är min. Han engagerades åter vid Dramaten 1941, där kom han att bli kvar i över 30 år.
Han filmdebuterade 1932 i Gunnar Skoglunds Landskamp och kom att medverka i 70-talet film- och TV-produktioner. Han talade franska obehindrat och fick ett internationellt genombrott med en roll i Louis Malles film Lacombe Lucien (1974), som även gav honom tre olika filmpris för bästa biroll.
Löwenadler tilldelades O'Neill-stipendiet 1965, och fick den 4 oktober 1966 ta emot svenska teaterkritikernas årliga pris för rollen som krogvärden i Markurells i Wadköping på Dramaten. År 1971 mottog han till Litteris et Artibus, och 1976 Teaterförbundets guldmedalj ”för utomordentlig konstnärlig gärning”. Efter sin död efterträddes han i Sällskapet Stadsbudkåren av Povel Ramel, som vid inträdet hyllade honom i sången ”Visa om Holger Löwenadler” (utgiven på albumet Visor som trillat bredvid (1978)).
Löwenadler är begravd på Norra begravningsplatsen utanför Stockholm.

## Teater

### Roller (ej komplett)
| År   | Roll                                             | Produktion                                                                           | Regi               | Teater                                  |
| ---- | ------------------------------------------------ | ------------------------------------------------------------------------------------ | ------------------ | --------------------------------------- |
| 1924 | Andre poliskonstapeln                            | Äventyrens värld Christian Günther                                                   | Karl Hedberg       | Dramaten                                |
| 1926 | Pole                                             | Societet (Our Betters) W. Somerset Maugham                                           | Gustaf Linden      | Dramaten                                |
| 1926 | d'Estivet                                        | Sankta Johanna (Saint Joan) George Bernard Shaw                                      | Gustaf Linden      | Dramaten                                |
| 1927 | En sjukvaktare                                   | Doktor Mirakel (Le Docteur Miracle) Robert de Flers och Franois de Croisset          | Karl Hedberg       | Dramaten                                |
| 1927 | Per Ohls                                         | Hälsingar Henning Ohlsson                                                            | Rafael Stenius     | Åbo Svenska Teater                      |
| 1927 | Percy Jones                                      | Din nästas fästmö (Just Married) Adelaide Matthews och Anne Nichols                  | Oscar Tengström    | Åbo Svenska Teater                      |
| 1927 | Greven av Albafiorita                            | Värdshusvärdinnan (La locandiera) Carlo Goldoni                                      | Oscar Tengström    | Åbo Svenska Teater                      |
| 1927 | Chefen                                           | Återförsäkring Ferdinand Qvist                                                       | Oscar Tengström    | Åbo Svenska Teater                      |
| 1927 | Carl Vendel                                      | Brännmärkt (Under værgeraadet) Christian Gjerløv                                     | Oscar Tengström    | Åbo Svenska Teater                      |
| 1928 | Wolfgang                                         | 360 kvinnor (360 Frauen) Johannes Berliner                                           | Rafael Stenius     | Åbo Svenska Teater                      |
| 1928 | Baron Littow                                     | Littowska vapnet Hjalmar Procopé                                                     | Oscar Tengström    | Åbo Svenska Teater                      |
| 1928 | John Shand                                       | Vad varje kvinna vet (What Every Woman Knows) J. M. Barrie                           | Oscar Tengström    | Åbo Svenska Teater                      |
| 1928 | En budbärare                                     | Antigone (Ἀντιγόνη, Antigone) Sofokles                                               | Oscar Tengström    | Åbo Svenska Teater                      |
| 1928 | Almady                                           | Komedin på slottet (Spiel im Schloss ) Ferenc Molnár                                 | Oscar Tengström    | Åbo Svenska Teater                      |
| 1928 | Grosshandlare Werle                              | Vildanden Henrik Ibsen                                                               | Oscar Tengström    | Åbo Svenska Teater                      |
| 1928 | Theodor Kaiser                                   | Älskog (Liebelei) Arthur Schnitzler                                                  | Rafael Stenius     | Åbo Svenska Teater                      |
| 1928 | Bliss                                            | Mysteriet Milton (The Ringer) Edgar Wallace                                          | Oscar Tengström    | Åbo Svenska Teater                      |
| 1928 | Arschibald                                       | Mädi Robert Stolz, Alfred Grünwald och Leo Stein                                     | Rafael Stenius     | Åbo Svenska Teater                      |
| 1928 | Prosten                                          | Brudstugan En resande                                                                | Oscar Tengström    | Åbo Svenska Teater                      |
| 1928 | Edward Lenox                                     | Bättre folk (The Best People) Avery Hopwood och David Gray                           | Oscar Tengström    | Åbo Svenska Teater                      |
| 1928 | Assessor Gandrup                                 | Hokus pokus (Hokuspokus) Curt Goetz                                                  | Oscar Tengström    | Åbo Svenska Teater                      |
| 1928 | Esteban de Santaguano, hertig                    | Markisinnan (The Marquise) Noël Coward                                               | Rafael Stenius     | Åbo Svenska Teater                      |
| 1928 | Martin Farren                                    | Livets gång (The Way Things Happen) Clemence Dane                                    | Oscar Tengström    | Åbo Svenska Teater                      |
| 1928 | Dr. Gramont, läkare                              | Sprattelgubben (Der Hampelmann) Robert Stolz, Gustav Beer och Fritz Lunzer           | Rafael Stenius     | Åbo Svenska Teater                      |
| 1929 | Karl-Axel Ahlman                                 | Hennes lilla majestät Paul Lanzinger                                                 | Per Hjern          | Åbo Svenska Teater                      |
| 1929 | Herman Israel, rådsman från Lübeck               | Gustav Vasa August Strindberg                                                        | Oscar Tengström    | Åbo Svenska Teater                      |
| 1929 | George, hertig av Bristol                        | Äktenskapsprovet (On Approval) Frederick Lonsdale                                    | Oscar Tengström    | Åbo Svenska Teater                      |
| 1929 | Fredrik Adolf Jägerhorn                          | Sveaborg Ture Janson                                                                 | Oscar Tengström    | Åbo Svenska Teater                      |
| 1929 | Thomas Reeves                                    | Sista slöjan (The Ruby of the Black Prince) Gustav Beer                              | Oscar Tengström    | Åbo Svenska Teater                      |
| 1929 | Simon, kammartjänare hos prins Sascha            | Katja (Katja, die Tänzerin) Jean Gilbert, Leopold Jacobson och Rudolph Österreicher  | Rafael Stenius     | Åbo Svenska Teater                      |
| 1929 | Professor Martin Gallwitz                        | Sabinskornas bortrövande (Der Raub des Sabinerinnen) Franz och Paul von Schönthan    | Per Hjern          | Åbo Svenska Teater                      |
| 1929 | Frank O'Ryan                                     | Mannen som bytte namn (The Man Who Changed His Name) Edgar Wallace                   | Oscar Tengström    | Åbo Svenska Teater                      |
| 1929 | Doktor Gordon Spencer                            | En provisorisk äkta man (Her Temporary Husband) Edward A. Paulton                    | Oscar Tengström    | Åbo Svenska Teater                      |
| 1929 | Översten                                         | Männen vid fronten (Journey's End) Robert Cedric Sheriff                             | Oscar Tengström    | Åbo Svenska Teater                      |
| 1929 | Tommy Campbell, konstnär                         | Dubbelexponering (Double Exposure) Avery Hopwood                                     | Rafael Stenius     | Åbo Svenska Teater                      |
| 1929 | Filch                                            | Tiggaroperan (Die Dreigroschenoper) Bertolt Brecht och Kurt Weill                    | Oscar Tengström    | Åbo Svenska Teater                      |
| 1929 | Joakim, greve von Lichtenfels                    | Liselotte (Arme Ritter) Franz Arnold, Ernst Bach och Walter Kollo                    | Oscar Tengström    | Åbo Svenska Teater                      |
| 1930 | Antonio, köpman i Venedig                        | Köpmannen i Venedig (The Merchant of Venice) William Shakespeare                     | Oscar Tengström    | Åbo Svenska Teater                      |
| 1930 | Viktor Mikhailovitj Karenin                      | Det levande liket (Живой труп, Zivoj trup) Lev Tolstoj                               | Oscar Tengström    | Åbo Svenska Teater                      |
| 1930 | Laurent Castel-Benac                             | Topaze Marcel Pagnol                                                                 | Gustaf Linden      | Åbo Svenska Teater                      |
| 1930 | Edgar En kypare                                  | Pengar på gatan (Geld auf der Strasse) Rudolf Bernauer och Rudolf Oesterreicher      | Harry Roeck-Hansen | Blancheteatern                          |
| 1930 | Hannes Berg                                      | Storken Thit Jensen                                                                  | Harry Roeck Hansen | Blancheteatern                          |
| 1931 | Länsmannen                                       | Bandet August Strindberg                                                             | Harry Roeck-Hansen | Blancheteatern                          |
| 1931 | Jean                                             | Madame ordnar allt M. Aubergson                                                      | Harry Roeck-Hansen | Blancheteatern                          |
| 1931 | Kyrkoherde Ernest Lynton                         | Sex appeal (Aren’t We All ?) Frederick Lonsdale                                      | Harry Roeck-Hansen | Blancheteatern                          |
| 1931 | Eivind Darre                                     | Vägen framåt (Underveis) Helge Krog                                                  | Harry Roeck-Hansen | Blancheteatern                          |
| 1931 | Hannes Berg                                      | Storken Thit Jensen                                                                  | Harry Roeck Hansen | Blancheteatern                          |
| 1931 | Walter Ormund                                    | Till polisens förfogande (Voruntersuchung) Max Alsberg och Otto Ernst Hesse          | Harry Roeck-Hansen | Blancheteatern                          |
| 1932 | Stepan                                           | Kamrat Arina står brud (Die Liebe auf dem Lande) I.M. Wolkow                         | Harry Roeck-Hansen | Blancheteatern                          |
| 1932 | William Banbury                                  | Fallna änglar (Fallen Angels) Noël Coward                                            | Sture Baude        | Blancheteatern                          |
| 1932 | Nordling                                         | Syndafloden Henning Berger                                                           | Harry Roeck-Hansen | Blancheteatern                          |
| 1932 | Medverkande                                      | Harrys bar, revy Berco och Chatham                                                   | Nils Johannisson   | Blancheteatern                          |
| 1932 | Victor                                           | Hotellrummet (Chambre dʼhôtel) Pierre Rocher                                         | Harry Roeck-Hansen | Blancheteatern                          |
| 1932 | Lönnberg                                         | Urspårad Karl Schlüter                                                               | Svend Gade         | Blancheteatern                          |
| 1932 | Cottilard                                        | Obs, nymålat (Prenez garde à la peinture) René Fauchois                              | Harry Roeck-Hansen | Blancheteatern                          |
| 1933 | Jensen                                           | Livet har rätt Dicte Sjögren                                                         | Harry Roeck-Hansen | Blancheteatern                          |
| 1933 | Samuel Plagett                                   | Hela havet stormar (Musical Chairs) Ronald Mackenzie                                 | Per Lindberg       | Blancheteatern                          |
| 1933 | Fabio                                            | April, april eller Vad ni vill (Twelfth Night, or What You Will) William Shakespeare | Per Lindberg       | Blancheteatern                          |
| 1933 | Harry Hallam                                     | Vi Hallams (Another Language) Rose Franken                                           | Knut Martin        | Blancheteatern                          |
| 1933 | Konsuln                                          | Spillror Dicte Sjögren                                                               | Harry Roeck-Hansen | Blancheteatern                          |
| 1934 | Greve Ségur                                      | De hundra dagarna (Campo di Maggio) Benito Mussolini och Giovacchino Forzano         | Rune Carlsten      | Dramaten                                |
| 1934 | Harvey Wilson                                    | Ingen rädder (Goodbye Again) Allan Scott och George Height                           | Knut Martin        | Blancheteatern                          |
| 1934 | Medverkande                                      | Razzia, revy Kar de Mumma                                                            | Harry Roeck-Hansen | Blancheteatern                          |
| 1934 | Mirandole                                        | Domino Marcel Achard                                                                 | Per Lindberg       | Blancheteatern                          |
| 1935 | Thomas Foxley                                    | Processen Bennet (Libel!) Edward Wooll                                               | Harry Roeck-Hansen | Blancheteatern                          |
| 1935 | Hugh Cantrell                                    | Familjen Cantrell Louis de Geer                                                      | Ester Roeck-Hansen | Blancheteatern                          |
| 1935 | Valt Holt                                        | Bizarr musik (Strange Orchestra) Rodney Ackland                                      | Harry Roeck-Hansen | Blancheteatern                          |
| 1935 | Henry Carver                                     | Han, hon och han (Design for Living) Noël Coward                                     | Ragnar Arvedson    | Blancheteatern                          |
| 1935 | Kristufek                                        | Gatumusikanter (Strassenmusik) Paul Schurek                                          | Sigurd Magnussøn   | Blancheteatern                          |
| 1935 | Henry Lindley                                    | Livets gyllene ögonblick (The Shining Hour) Keith Winters                            | Harry Roeck-Hansen | Blancheteatern                          |
| 1936 | Eddie Rimplegar                                  | Bättre mans barn (Three-Cornered-Moon) Gertrude Friedberg                            | Harry Roeck-Hansen | Blancheteatern flyttad till Vasateatern |
| 1936 | Inspektör Belsize                                | Måste (Night Must Fall) Emlyn Williams                                               | Arthur Natorp      | Blancheteatern                          |
| 1936 | Medverkande                                      | Hm, sa greven, revy Kar de Mumma                                                     | Harry Roeck Hansen | Blancheteatern                          |
| 1936 | Guy                                              | Getingboet (Children to Bless You!) G . Sheila Donisthorpe                           | Harry Roeck-Hansen | Blancheteatern                          |
| 1936 | Wei                                              | En dotter av Kina (Lady Precious Stream) Hsiung Shih-i                               | Johan Falck        | Blancheteatern                          |
| 1937 | General Northrup                                 | Kunglighet (The Queen’s Husband) Robert E. Sherwood                                  | Harry Roeck-Hansen | Blancheteatern                          |
| 1937 | Magnus Krafft                                    | Hans första premiär (Premieren) Svend Rindom                                         | Harry Roeck-Hansen | Blancheteatern                          |
| 1937 | Luther                                           | Min son är min (My Son’s my Son) David Herbert Lawrence                              | Harry Roeck-Hansen | Blancheteatern                          |
| 1938 | Arthur Jefferson                                 | Min hustru doktor Carson (Robert’s Wife) St. John Greer Ervine                       | Harry Roeck-Hansen | Blancheteatern                          |
| 1939 | Charles Bovary                                   | Madame Bovary Gustave Flaubert                                                       | Harry Roeck-Hansen | Blancheteatern                          |
| 1939 | Richard Sandford                                 | Vibrationer (The Flashing Stream) Charles Morgan                                     | Harry Roeck-Hansen | Blancheteatern                          |
| 1940 | Doktor Howard Fleming                            | Tony ritar en häst (Tony Draws a Horse) Lesley Storm                                 | Harry Roeck-Hansen | Blancheteatern                          |
| 1940 | Walter Ormund                                    | Här har jag varit förut (I Have Been Here Before) John Boynton Priestley             | Harry Roeck-Hansen | Blancheteatern                          |
| 1940 | Lennie                                           | Möss och människor (Of Mice and Men) John Steinbeck                                  | Alf Sjöberg        | Dramaten                                |
| 1940 | Jonah Goodman                                    | Hyggliga människor (The Gentle People) Irwin Shaw                                    | Olof Molander      | Blancheteatern                          |
| 1941 | Vanja                                            | Onkel Vanja (Дядя Ваня, Djadja Vanja) Anton Tjechov                                  | Harry Roeck-Hansen | Blancheteatern                          |
| 1941 | Hartwig Riibe                                    | På solsidan (Paa solsiden) Helge Krog                                                | Hans Jacob Nilsen  | Blancheteatern                          |
| 1941 | Higgins                                          | Pygmalion George Bernard Shaw                                                        | Carlo Keil-Möller  | Dramaten                                |
| 1941 | George Thorogood                                 | Gudarna le (Jupiter Laughs) A.J. Cronin                                              | Carlo Keil-Möller  | Dramaten                                |
| 1942 | 185 12/33 Johansson, servismanskap nr 6          | Beredskap Gunnar Ahlström                                                            | Alf Sjöberg        | Dramaten                                |
| 1943 | Snickaren                                        | Urladdning (Clash by Night) Clifford Odets                                           | Alf Sjöberg        | Dramaten                                |
| 1944 | Shylock                                          | Köpmannen i Venedig (The Merchant of Venice) William Shakespeare                     | Alf Sjöberg        | Dramaten                                |
| 1944 | Jakob                                            | Innanför murarna (Indenfor murene) Henri Nathansen                                   | Carlo Keil-Möller  | Dramaten                                |
| 1945 | Grosshandlaren                                   | Två trådar (To traade) Carl Erik Soya                                                | Rune Carlsten      | Dramaten                                |
| 1945 | Lachlen McLachlen                                | Hjärtan och njurar (The Hasty Heart) John Patrick                                    | Carlo Keil-Möller  | Dramaten                                |
| 1945 | Jim Harris                                       | Alla Guds barn har vingar (All God’s Chillun Got Wings) Eugene O'Neill               | Alf Sjöberg        | Dramaten                                |
| 1945 | Orvar Lund                                       | Sånggudinnan Einar Thorén                                                            | Stig Torsslow      | Dramaten                                |
| 1947 | Nero                                             | Britannicus Jean Racine                                                              | Olof Molander      | Dramaten                                |
| 1947 | Joe Keller                                       | Alla mina söner (All My Sons) Arthur Miller                                          | Rune Carlsten      | Dramaten                                |
| 1947 | Joe Mott                                         | Si, iskarlen kommer (The Iceman Cometh) Eugene O'Neill                               | Olof Molander      | Dramaten                                |
| 1948 | Gosta                                            | En vildfågel (La Sauvage) Jean Anouilh                                               | Rune Carlsten      | Dramaten                                |
| 1948 | Doktor Marck                                     | Sonens återkomst Marika Stiernstedt                                                  | Rune Carlsten      | Dramaten                                |
| 1949 | Pråmskepparen                                    | Bröllopet på Seine (La Belle marinière) Marcel Achard                                | Mimi Pollak        | Dramaten                                |
| 1949 | Vandraren                                        | Stora landsvägen August Strindberg                                                   | Olof Molander      | Dramaten                                |
| 1950 | Fogden                                           | Brand Henrik Ibsen                                                                   | Alf Sjöberg        | Dramaten                                |
| 1951 | Jacob, en bonde                                  | Diamanten (Der Diamant) Friedrich Hebbel                                             | Rune Carlsten      | Dramaten                                |
| 1954 | Magistern                                        | Lektionen (La Leçon) Eugène Ionesco                                                  | Alf Sjöberg        | Dramaten                                |
| 1957 | Othello                                          | Othello (The Tragedie of Othello, the Moore of Venice) William Shakespeare           | Börje Mellvig      | Riksteatern                             |
| 1958 | Mr Alfieri                                       | Utsikt från en bro (A View from the Bridge) Arthur Miller                            | Alf Sjöberg        | Dramaten                                |
| 1959 | Herman von Bremen                                | Den politiske kannstöparen (Den politiske kandestøber) Ludvig Holberg                | Rune Carlsten      | Dramaten/ Folkteatern                   |
| 1960 | George Bernard Shaw                              | Kära lögnare (Dear Liar) Jerome Kilty                                                | Per-Axel Branner   | Dramaten                                |
| 1960 | Confessorn                                       | Till Damaskus, del I August Strindberg                                               | Olof Molander      | Dramaten                                |
| 1961 | Axel Oxenstierna                                 | Christina August Strindberg                                                          |                    | Dramaten                                |
| 1961 | Pandolfo, påvlig legat                           | Kung John (The Life and Death of King John) William Shakespeare                      | Alf Sjöberg        | Dramaten                                |
| 1962 | Mr Strawberry                                    | Resan (Le Voyage) Georges Schehadé                                                   | Alf Sjöberg        | Dramaten                                |
| 1962 | Översten                                         | Spöksonaten August Strindberg                                                        | Olof Molander      | Dramaten                                |
| 1963 | Kardinalen, chef för Vatikanens statssekretariat | Ställföreträdaren (Der Stellvertreter) Rolf Hochhuth                                 | Stig Torsslow      | Dramaten                                |
| 1963 | Bullinger, gruppledare i SS                      | Svejk i andra världskriget (Schweyk im zweiten Weltkrieg) Bertolt Brecht             | Alf Sjöberg        | Dramaten                                |
| 1967 | Monsieur D                                       | Flickan i Montreal Lars Forssell                                                     | Jackie Söderman    | Dramaten                                |
| 1967 | Tobias                                           | Balansgång (A Delicate Balance) Edward Albee                                         | Bo Widerberg       | Dramaten                                |
| 1967 | Edgar                                            | Dödsdansen August Strindberg                                                         | Ulf Palme          | Dramaten                                |
| 1968 |                                                  | Markurells i Wadköping Hjalmar Bergman                                               | Eva Sköld          | Malmö stadsteater                       |
| 1969 | Byggnadsrådet Segenreich                         | Bröllopsfesten (Hochzeit) Elias Canetti                                              | Donya Feuer        | Dramaten                                |
| 1970 | Officeren                                        | Ett drömspel August Strindberg                                                       | Ingmar Bergman     | Dramaten                                |
| 1972 | Gamle Ekdal                                      | Vildanden Henrik Ibsen                                                               | Ingmar Bergman     | Dramaten                                |
| 1972 | Rolf Swedenhielm Sr.                             | Swedenhielms Hjalmar Bergman                                                         | Bo G. Forsberg     | Malmö stadsteater                       |
| 1973 | Harpagon                                         | Den girige (L'Avare) Molière                                                         | Bertil Lundén      | Riksteatern                             |
| 1974 | Ben Chambers                                     | Stackars Frankrike (Norman, Is That You?) Ron Clark och Sam Bobrick                  | Yngve Nordwall     | Maximteatern                            |

## Filmografi
- 1932 – Landskamp
- 1933 – Kärlek och dynamit
- 1935 – Simon i Backabo
- 1935 – Bränningar
- 1935 – Skärgårdsflirt
- 1935 – Grabbarna i 57:an
- 1936 – Kärlek och monopol
- 1936 – Fröken blir piga
- 1937 – En flicka kommer till sta'n
- 1937 – Ryska snuvan
- 1937 – Lyckliga Vestköping
- 1938 – Du gamla du fria
- 1940 – Med livet som insats
- 1940 – Vildmarkens sång
- 1940 – Bastard
- 1940 – Den blomstertid
- 1941 – Landstormens lilla argbigga
- 1941 – Gentlemannagangstern
- 1942 – Jacobs stege
- 1942 – Rid i natt!
- 1942 – Himlaspelet
- 1943 – Stora skrällen
- 1943 – I brist på bevis
- 1943 – Natt i hamn
- 1943 – Ordet'
- 1944 – Kungajakt
- 1944 – Kejsarn av Portugallien
- 1945 – Mans kvinna
- 1945 – Resan bort
- 1946 – Iris och löjtnantshjärta
- 1946 – Johansson och Vestman
- 1947 – Skepp till Indialand
- 1948 – På dessa skuldror
- 1949 – Kvinna i vitt
- 1950 – Mamma gör revolution
- 1950 – Hjärter knekt
- 1951 – Frånskild
- 1952 – Farlig kurva
- 1953 – Flickan från Backafall
- 1954 – I rök och dans
- 1954 – En karl i köket
- 1955 – Så tuktas kärleken
- 1955 – Stampen
- 1955 – Giftas
- 1956 – Tarps Elin
- 1956 – Egen ingång
- 1957 – Skorpan
- 1957 – Med glorian på sned
- 1957 – Gäst i eget hus
- 1957 – Prästen i Uddarbo
- 1959 – Sängkammartjuven
- 1960 – Domaren
- 1960 – Tre önskningar
- 1961 – Ljuvlig är sommarnatten
- 1962 – Nils Holgerssons underbara resa (röst)
- 1966 – Heja Roland!
- 1966 – Här har du ditt liv
- 1967 – Jag är nyfiken - gul
- 1971 – Lockfågeln
- 1972 – Mannen från andra sidan
- 1972 – Mannen som slutade röka
- 1973 – Maîtresse
- 1974 – Lacombe Lucien
- 1975 – Monismanien 1995
- 1977 – Paradistorg

## TV-produktioner
- 1958 - Påsk
- 1962 - Kvartetten som sprängdes
- 1962 - Handen på hjärtat
- 1963 - Smutsiga händer
- 1963 - Medea
- 1963 - Topaze
- 1964 - Markisinnan
- 1967 - Candida
- 1975 - Kurtisanernas liv

## Radioteater

### Roller
| År   | Roll                                | Produktion                  | Regi          |
| ---- | ----------------------------------- | --------------------------- | ------------- |
| 1953 | Trädgårdsmästaren på Svartsjölandet | Midsommar August Strindberg | Palle Brunius |